# 10024 Marthahazen
10024 Marthahazen eller 1980 EB är en asteroid i huvudbältet som upptäcktes den 10 mars 1980 av Harvard College Observatory. Den är uppkallad efter den amerikanska astronomen Martha L. Hazen.
Asteroiden har en diameter på ungefär 7 kilometer.